# Артур Сент-Клер
Артур Сент-Клер (англ. Arthur St. Clair; 23 березня 1736 або 1737, Терсо, Велика Британія — 31 серпня 1818, Грінсбург, Пенсільванія, США) — британський та американський воєначальник шотландського походження. Він служив у британській армії під час франко-індіанської війни, після чого оселився в Пенсільванії. У роки війни за незалежність США став генералом, але втратив посаду після того, як здав форт Тікондерога армії Джона Бергойна. Після війни служив президентом Континентального Конгресу, в 1788 став губернатором Північно-Західної території. У 1791 році зазнав поразки від індіанців у битві, відомому як Розгром Сент-Клера. Згодом він опинився у конфлікті з адміністрацією Джефферсона і був знятий з посади губернатора у 1802 році.

## Біографія

### Ранні роки
Народився в Терсо (Шотландія). Точна дата його народження та подробиці раннього життя невідомі, але є інформація, що він був сином торговця та вивчав медицину в Единбурзькому університеті. У 1757 році Сент-Клер купив офіцерське звання і вступив до Королівського американського полку, який був відправлений до Америки разом з ескадрою адмірала Боскауена. Він взяв участь у Франко-індіанській війні, служив в армії генерала Джеффрі Амхерста і брав участь у взятті Луїсбурга 26 липня 1758 року. 17 квітня 1759 року отримав звання лейтенанта, а також вступив під командування генерала Джеймса Вольфа. Брав участь у битві на Полях Авраама та у взятті Квебеку.
В 1762 вийшов у відставку і оселився в провінції Пенсільванія, де купив землі і зайнявся господарством.

### Американська війна за незалежність
Вже до середини 1770-х років він відчув себе американцем, тому після початку в 1776 році Війни за незалежність США приєднався до повстанців і отримав спочатку під командування 3-й пенсільванський полк, а потім був здійснений генерал-майори Континентальної армії, але в 1777 році війська під його командуванням не змогли відстояти форт Тікондерога, внаслідок чого його було віддано військовому суду і відсторонено від командування бойовими операціями, проте на службі залишився.

### Президент Континентального Конгресу
Після закінчення війни в 1783 був спочатку членом Пенсільванської ради цензорів, потім делегатом на Конгресі Конфедерації, в 1787 на рік був обраний президентом Континентального конгресу.

### Губернатор
Наступного року отримав призначення губернатором Північно-Західної території (що включала нинішні штати Огайо, Індіана, Іллінойс та Мічиган), де Сент-Клер побудував собі маєток. На посаді губернатора зробив кілька успішних експедицій проти індіанських племен, але через федералістські погляди і ворожість у відносинах з адміністрацією президента Джефферсона в 1802 був усунений з посади губернатора. Помер у своїй хаті у злиднях.

## Спадщина
На честь Артура Сент-Клера названо кілька населених пунктів у штатах Пенсільванія та Огайо, а також 4 округи у штатах:
- Сент-Клер, округ, Алабама
- Сент-Клер, округ Іллінойс
- Сент-Клер, округ Міссурі
- Сент-Клер, округ Мічиган